# Гостомысл
Гостомы́сл — персонаж книжных легенд, известных с XV века. В книжной традиции с XV века — старейшина ильменских словен, живший в IX веке. В некоторых поздних, с XVI века, списках русских летописей с его именем связывается призвание на княжение Рюрика. Гостомысл является также героем, представленным в качестве правителя или князя, литературных произведений «Сказание о князьях Владимирских» XVI века и «Сказание о Словене и Русе и городе Словенске» XVII века, а также Киевского синопсиса XVII века.

## Литературные источники
В ранних русских летописях имя Гостомысла не встречается. Его имя как первого новгородского старейшины появляется в XV веке в перечнях «А се посадници новгородьстии» из Комиссионного списка Новгородской первой, Ермолинской и Новгородской четвёртой летописей. Как инициатор призвания варягов, он появляется в ещё более поздних источниках XVI века. Воскресенская летопись XVI века сообщает, что по совету Гостомысла призвали варягов из Пруссии:
И въ то время въ Новеграде некый бе старейшина именемъ Гостомыслъ, скончаваеть житіе, и созва владалца сущая съ нимъ Новаграда, и рече: «советъ даю вамъ, да послете въ Прускую землю мудрыя мужи и призовете князя отъ тамо сущих родовъ.
Гостомысл единожды упоминается в Никоновской летописи XVI века в описании расселения славянских племён.
Летописи указывают холм Гостомысла и его могилу на Волотовом поле, вблизи Великого Новгорода.
Археологи сомневаются в самом существовании Новгорода в IX веке: самые ранние постройки там датируются 930-ми годами. Княжеская резиденция в Рюриковом Городище возникла раньше, и там обнаружены следы скандинавского и западнославянского присутствия.
Гостомыслом звали одного из племенных вождей (князей) вендов (ободритов, племенного союза западных славян), который погиб в 844 году в сражении против короля Людовика II Немецкого, согласно Ксантенским и Фульдским анналам. В оригинальных латинских текстах имя погибшего вождя пишется как Gestimus, Gestimulus, Gostomuizli.

## Татищевские известия
Гостомысл известен также из так называемых татищевских известий — группы исторических известий, опубликованных в труде второй четверти XVIII века «История Российская» Василия Татищева, содержащих информацию, не имеющую аналогов в известных в настоящее время исторических источниках; происхождение и достоверность известий носят дискуссионный характер.
Наиболее подробно историю Гостомысла излагает так называемая Иоакимовская летопись, сомнительный источник, известный только по выдержкам из него, сделанным Татищевым (таким образом, сведения из Иоакимовской летописи также принадлежат к числу татищевских известий). Гостомысл упоминается как в самой Иоакимовской летописи (выдержках, приведённых Татищевым), так и в тексте Татищева со ссылкой на эту летопись.
Согласно Иоакимовской летописи:

«Буривой, имея тяжкую войну с варягами, неоднократно побеждал их и стал обладать всею Бярмиею до Кумени. Наконец при оной реке побеждён был, всех своих воинов погубил, едва сам спасся, пошёл во град Бярмы, что на острове стоял, крепко устроенный, где князи подвластные пребывали, и, там пребывая, умер. Варяги же, тотчас пришедшие, град Великий и прочие захватили и дань тяжёлую возложили на славян, русь и чудь.
Люди же, терпевшие тяготу великую от варяг, послали к Буривою, испросить у него сына Гостомысла, чтобы княжил в Великом граде. И когда Гостомысл принял власть, тотчас варягов что были каких избили, каких изгнали, и дань варягам отказался платить, и, пойдя на них, победили, и град во имя старшего сына своего Выбора при море построил, заключил с варягами мир, и стала тишина по всей земле. Сей Гостомысл был муж великой храбрости, такой же мудрости, все соседи его боялись, а его люди любили, разбирательства дел ради и правосудия. Сего ради все близкие народы чтили его и дары и дани давали, покупая мир от него. Многие же князи от далёких стран приходили морем и землёю послушать мудрости, и видеть суд его, и просить совета и учения его, так как тем прославился всюду.»
Оригинальный текст (церк.-сл.)
Буривой, имѣя тяжку войну съ Варяги, множицею побѣждаше ихъ, и облада всю Бярмію до Кумени; послѣди при оной рѣцѣ побѣжденъ бысть, вся свои вои погуби, едва самъ спасеся, иде во градъ Бярмы, иже на островѣ сый крѣпцѣ устроенный; идѣже Князи подвластнїи пребываху, и тамо пребывая умре; Варяги же абїе пришедше градъ великїй и прочїи обладаша, и дань тяжку возложиша на Славяны, Русь и Чудь.
Людїе же терпяху тугу велику отъ Варягъ, пославше къ Буривою испросиша у него сына Гостомысла, да княжитъ во велицѣ градѣ; и егда Гостомыслъ прїя власть, абїе Варяги бывшїе овы изби, овы изгна, и дань Варягомъ отрече, и шедъ на ня побѣди, и градъ во имя старѣйшаго сына своего Выбора при морѣ построи, учини съ Варяги миръ, и бысть тишина по всей земли. Сей Гостомыслъ бѣ мужъ елико храбръ, толико мудръ, всѣмъ сосѣдомъ своимъ страшный, а людѣмъ его любимъ расправы ради и правосудїя: сего ради вси окольны чтяху его, и дары и дани дающе, купуя миръ отъ него, многи же Князи отъ далекихъ странъ прихождаху моремъ и землею послушати мудрости, и видѣти судъ его, и просити совѣта и ученїя его, яко тѣмъ прославися всюду.

Три дочери Гостомысла были замужем за соседними князьями, а четыре сына умерли ещё при его жизни. Переживая об отсутствии мужского потомства, Гостомысл однажды увидел во сне, что из чрева средней его дочери, Умилы, произросло огромное дерево, покрывшее своими ветвями огромный город (ср. у Геродота историю о сне, увиденном дедом Кира Великого). Вещуны растолковали, что один из сыновей Умилы будет его наследником. Перед смертью Гостомысл, собрав «старейшин земли от славян, руси, чуди, веси, меров, кривичей и дряговичей», рассказал им о сне, и они послали к варягам просить в князья сына Умилы Рюрика, отцом которого был неназванный по имени варяг. Согласно матрилатеральной традиции (наследование по материнской линии), на зов явились, после смерти Гостомысла, Рюрик с двумя братьями — Синеусом и Трувором.
Татищев со ссылкой на Иоакимовскую летопись и, возможно, используя какие-то несохранившиеся источники (хотя, вероятно, далеко не ранние), рассказывает о женитьбе Рюрика на Ефанде, дочери новгородского посадника Гостомысла, инициатора приглашения Рюрика.
Согласно «Новгородской Степенной книге», одному из источников, использованных Татищевым (вероятно, это собственно Степенная книга XVI века), Гостомысл умер глубоким стариком.

## Литературные произведения
В позднесредневековой историографии, особенно польской, стали распространёнными конструкции, призванные продемонстрировать, по меньшей мере, римскую древность славянской государственности. На Руси в начале XVI века было создано «Сказание о князьях Владимирских», в котором народ — племена, призывавшие варягов, были заменены легендарным правителем Гостомыслом, а призванная династия возводилась к римскому императору Августу.
Новгородская редакция «Сказания о Словене и Русе и городе Словенске» XVII века завершается сюжетом о Гостомысле, заимствованным из «Сказания о князьях Владимирских». Гостомысл, правивший в возобновленном после запустения Новгороде / Словенске, советует призвать «самодержца» из Прусской земли «от рода Августова». В Новгород является «курфистр и князь великий» Рюрик.
Гостомысл упомянут и в Киевском синопсисе, компилятивном обзоре истории Юго-Западной Руси, составленном в XVII веке предположительно архимандритом Киево-Печерского монастыря Иннокентием Гизелем. Легенду о происхождении Рюрика, использованную в редакции «Сказания о князьях Владимирских», автор «Синопсиса» трансформировал по западному образцу, настаивая на балтийско-славянском происхождении варягов. Эта конструкция привела к невразумительному изложению истории: «иные» (не киевские, а новгородские) россы по совету Гостомысла призывают варяжских (славянских по языку) князей, но в изложении «Синопсиса» сохраняется их атрибуция, характерная для русской книжности XVI века: три князя происходят не от славян, а «от Немец».

## Историография
Позднелетописные данные о Гостомысле приводит в «Записках о Московии» (1549) дипломат Священной Римской империи Сигизмунд Герберштейн.
Уже хорватский католический богослов, лингвист и историк XVII века Юрий Крижанич призывал не верить «постыдным басням» «придворных баятелей» о Гостомысле и «не искать славы в лживых и всеми народами осмеянных и оплеванных баснях о роде Августа…».
В реальности Гостомысла не сомневался историк немецкого происхождения XVIII века, академик Г. З. Байер. Российские историки XVIII века В. Н. Татищев и М. М. Щербатов склонялись к признанию достоверности рассказа Иоакимовской летописи о Гостомысле.
В существовании Гостомысла усомнился историограф немецкого происхождения XVIII века, академик Г. Ф. Миллер. По мнению Н. М. Карамзина, «предание о Гостомысле сомнительно», так как древние летописи не упоминают о нём. На отсутствие упоминаний о Гостомысле в древних летописях указывал также С. М. Соловьёв. В начале XIX века Карамзин с опорой на критический анализ летописных известий, произведённый А. Л. Шлёцером, предложил концепцию создания российской «монархии» варягами-скандинавами во главе с Рюриком, который был приглашён новгородским старейшиной Гостомыслом с целью управления славянскими и финскими племенами. Построение Карамзина преобладало до середины XIX века.
И. И. Срезневский в середине XIX века писал, что имя Гостомысла имеет западнославянские корни, так как окончание «-мысл» не характерно для восточных славян, но часто встречается среди западных славян. По мнению историка, легенда о вожде западных славян Гостомысле проникла в Новгородские земли и стала частью восточнославянского эпоса.
Археолог-лингвист А. М. Микляев проанализировал в округе Приильменья до сотни топонимов, включающих созвучие «-гост-; -гощ-», и допустил их широкое появление уже с VIII века.
С. Н. Азбелев считал, что новгородский Гостомысл и ободритский — одно и то же лицо. Азбелев ставил под сомнение факт смерти ободритского князя Гостомысла в 844 году. По его мнению, Гостомысл, возглавлявший государство руян, в связи с вторжением войск Людовика II Немецкого в 844 году бежал на берега озера Ильмень. В результате этого там возникли поселения прибывших с ним славян — руси прибалтийской.
По мнению В. Я. Петрухина, построение Азбелева не имеет под собой ничего, кроме совпадения имён, а новгородский Гостомысл является персонажем новгородской книжной традиции.
Как отмечает Я. С. Лурье, в XV веке в Новгороде и Москве создаются «две истории Руси», каждая из которых основывается на приоритете собственных
традиций. В Новгороде важным было показать исконность власти посадника и веча, что, по мнению Петрухина, и определило включение в список новгородских посадников Новгородской первой летописи Гостомысла, заменившего на первом месте в этом списке более позднего (X век) Добрыню, исторического дядьку киевского князя Владимира. Московская историография XVI века в «Сказании о князьях Владимирских» «переигрывает» Новгород, превращая новгородского посадника Гостомысла в инициатора призвания великого князя Рюрика «от рода Августа» из Прусской земли.
Е. А. Мельникова отмечает, что составитель Воскресенской летописи переосмысливает Сказание о призвании варягов в русле русской исторической и общественной мысли XV—XVI веков и соединяет его с легендой о Гостомысле. Переработкой летописного текста является и некоторая часть неизвестных источников, использованных Татищевым, где появляется Ефанда. Целью этой переработки, согласно Мельниковой, было обоснование права иноэтничной правящей династии на власть, для чего подходила легенда о браке Рюрика с Ефандой, дочерью новгородского посадника Гостомысла.